# Энонтекиё
Э́нонтекиё (фин. Enontekiö, северносаам. Eanodat, швед. Enontekis) — коммуна (община) в финской провинции Лапландия.

## География

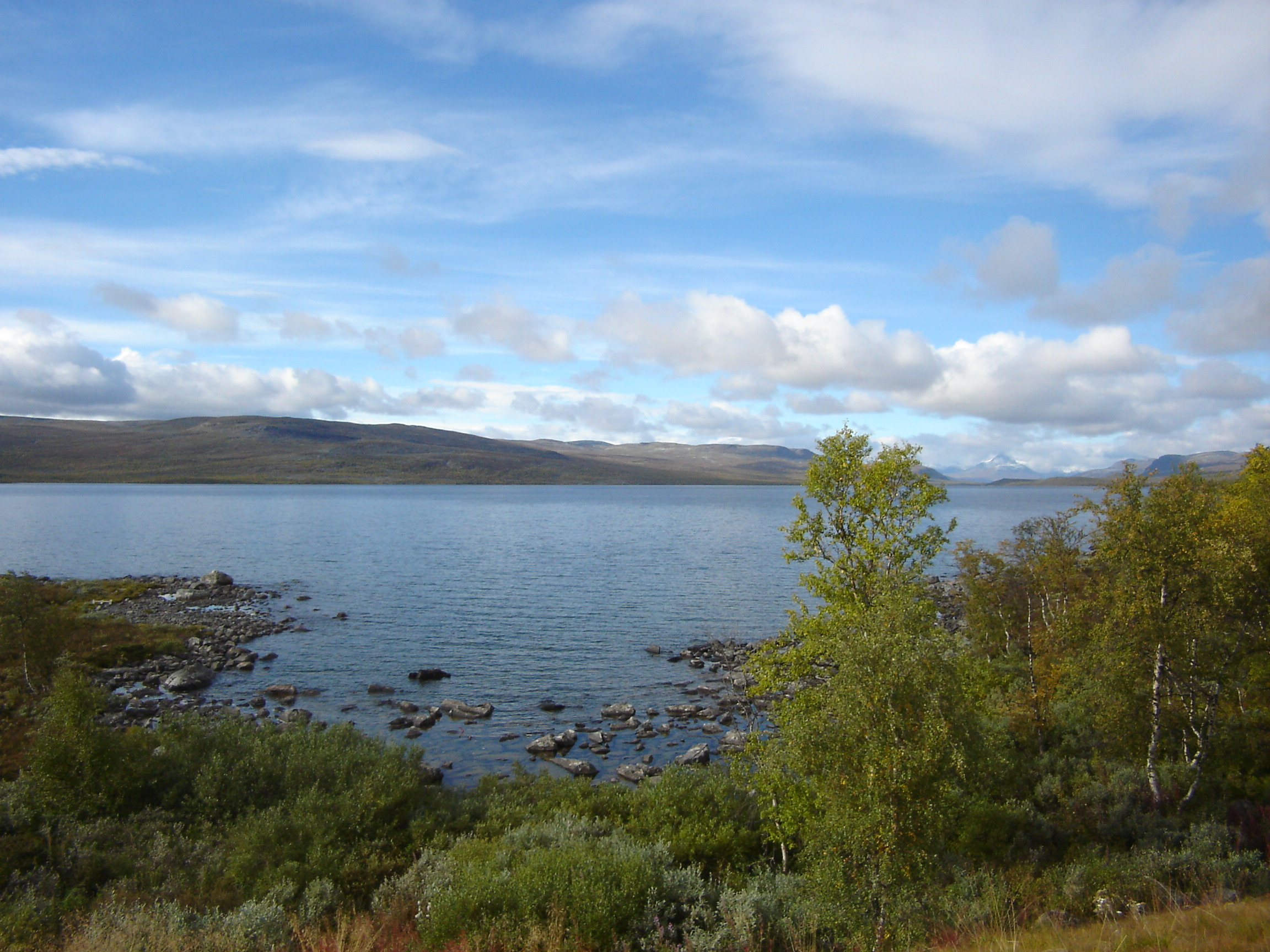
Озеро Килписъярви

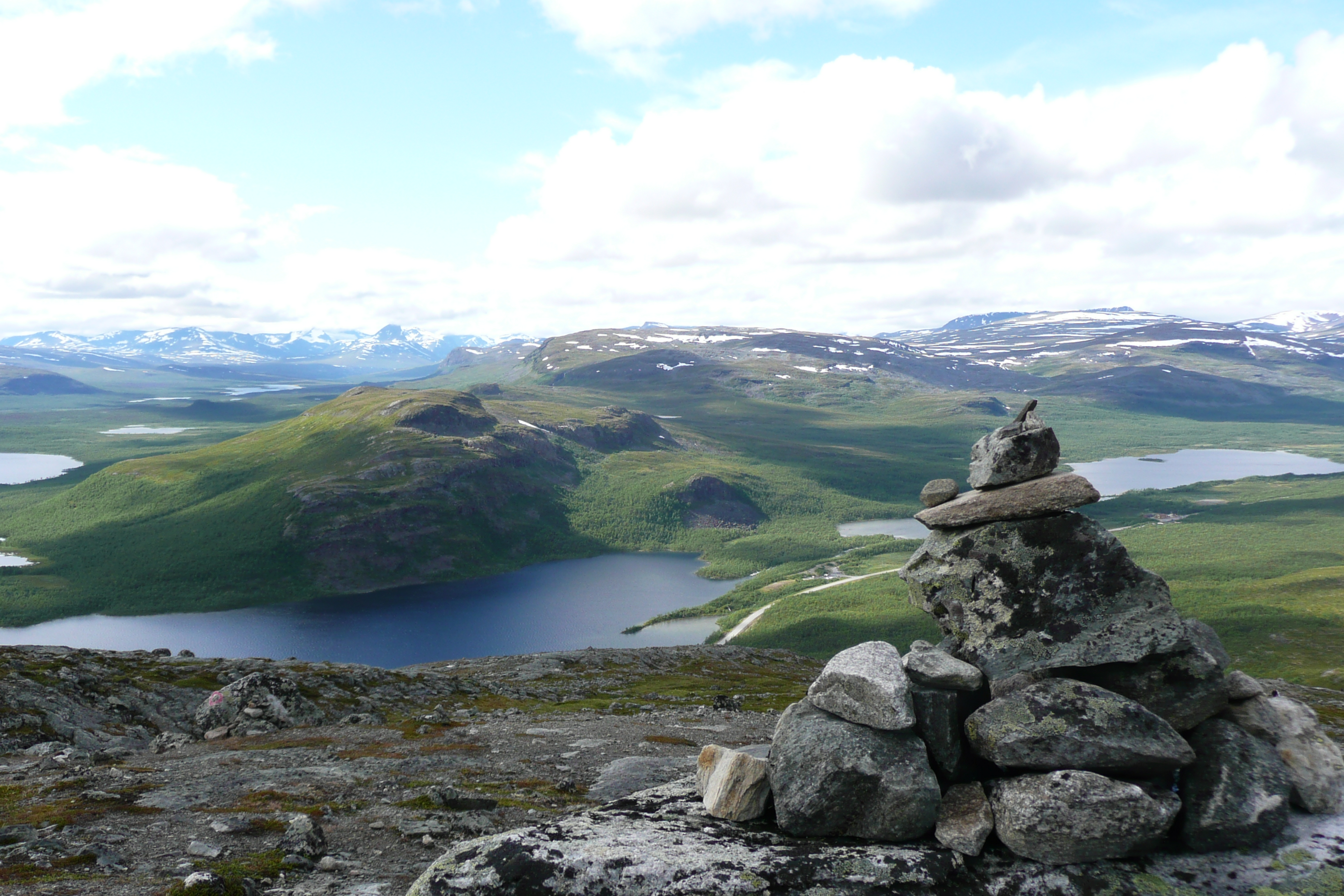
Вид с сопки Саана

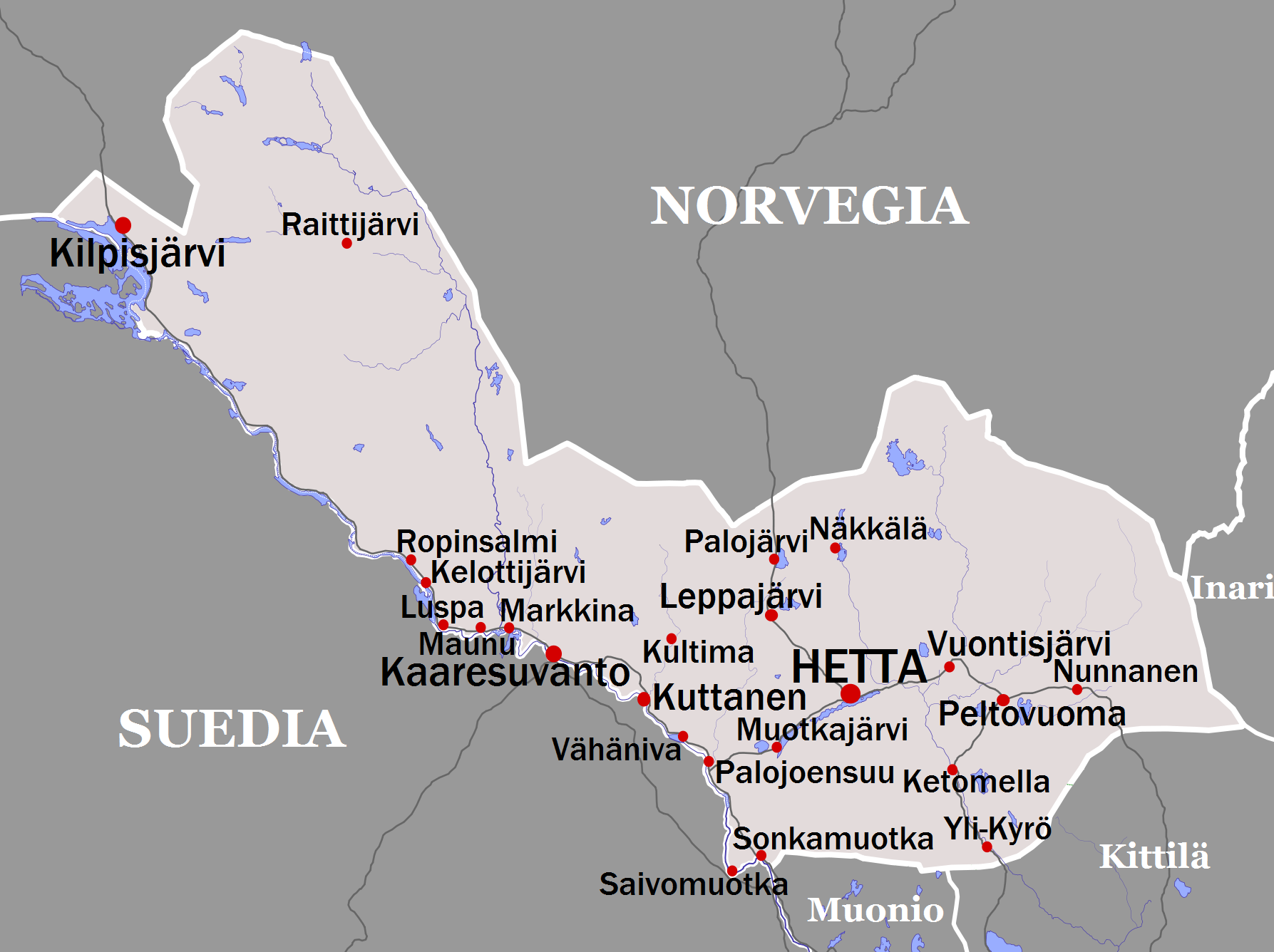
Карта общины

Энонтекиё раскинулась на крайнем северо-западе Финляндии, протянувшись между территориями Норвегии и Швеции. Выступ территории Финляндии, на котором расположена община, известен на финском как «рука» (фин. Käsivarsi), что связано с тем, что до Второй мировой войны территория Финляндии напоминала фигуру женщины. С площадью 8391,39 км² Энонтекиё более чем в три раза превосходит площадь такого государства как Люксембург, являясь третьей по площади общиной страны (после Инари и Соданкюля).
Энонтекиё граничит с финскими общинами Инари (на востоке), Киттиля (на востоке) и Муонио (на юге). Со шведской стороны границы находится коммуна Кируна, а со стороны границы с Норвегией — муниципалитеты Стурфьорд, Кофьорд, Нуррейса и Кёутукейну. Граница со Швецией проходит по реке Муонионйоки и её притоку Кёнкямяено. Общая протяжённость государственной границы общины с Норвегией и Швецией составляет около 450 км.
Административный центр — деревня Хетта, иногда называемая по имени коммуны — Энонтекиё. Другие важные населённые пункты включают деревню Килписъярви, расположенную вблизи пересечения границ трёх государств, а также деревни Каресуванто и Палойонсуу, расположенные вдоль шведской границы. Прочие деревни расположены главным образом в южной части коммуны, а также вдоль реки Муонионйоки, на западе Энонтекиё. Напротив, территория гор Кясиварси вдали от рек почти полностью необитаема.
Энонтекиё — единственная финская община, на территории которой имеется часть Скандинавских гор. За счёт этого, община отличается от остальной части территории Финляндии, как в плане геологического строения, так и в плане рельефа. В Энонтекиё находится самая высокая точка страны — сопка Халтиа (1324 м), а также все другие горы Финляндии (всего 21), высота которых превосходит 1000 м над уровнем моря. Кроме Халтиа, другой известной горой является священная для саамов сопка Саана (1029 м), расположенная вблизи деревни Килписъярви. Юг общины менее горист, хотя отдельные сопки встречаются и здесь, несмотря на то, что окружающая территория достаточно ровная.

### Деревни
| - Хетта - Йатуни - Кааресуванто - Келоттиярви - Кетомелла - Килписъярви - Култима - Куттанен - Леппяярви | - Луспа - Марккина - Мауну - Муоткаярви - Няккяля - Нарттели - Нуннанен - Палоярви - Палойоэнсуу | - Пелтовуома - Райттиярви - Ропинсалми - Сайвумуотка - Сонкамуотка - Вяхянива - Вуонтисъярви - Юликюрё |

### Климат

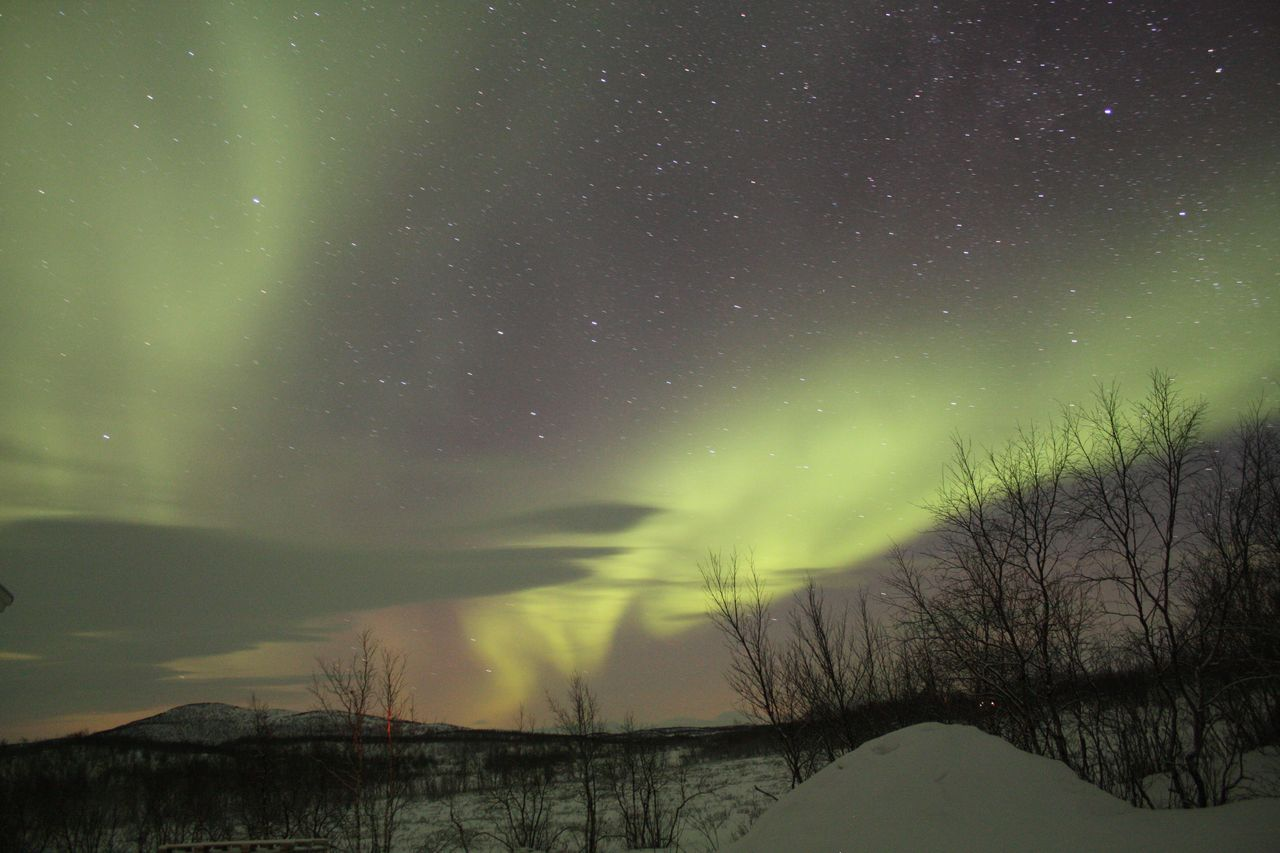
Северное сияние в Энонтекиё

Климат Энонтекиё характеризуется такими особенностями как северное положение территории, более возвышенное положение по сравнению с остальной территорией Финляндии, а также близость Северного Ледовитого океана. Из-за влияния течения Гольфстрим, зимы в общине менее суровы, чем в центральной части финской Лапландии, где отмечается переход климата в сторону континентального. В то же время, лето здесь более короткое и прохладное.
Средние годовые температуры Энонтекиё — самые низкие в Финляндии. В Килписъярви, на севере общины, средняя годовая температура составляет около −2,3 °C (для сравнения, в Хельсинки — около +5 °C). Самый тёплый месяц — июль, со средней температурой +10,9 °C; самый холодный месяц — январь (−13,6 °C). Годовой уровень осадков составляет около 459 мм. Постоянный снежный покров обычно имеется с октября по май.
Община расположена на расстояние от 200 до 300 км от полярного круга. В Килписъярви белые ночи отмечаются с 22 мая по 23 июля. Полярная ночь продолжается со 2 декабря по 11 января. Распространённым явлением являются полярные сияния.

### Флора и фауна

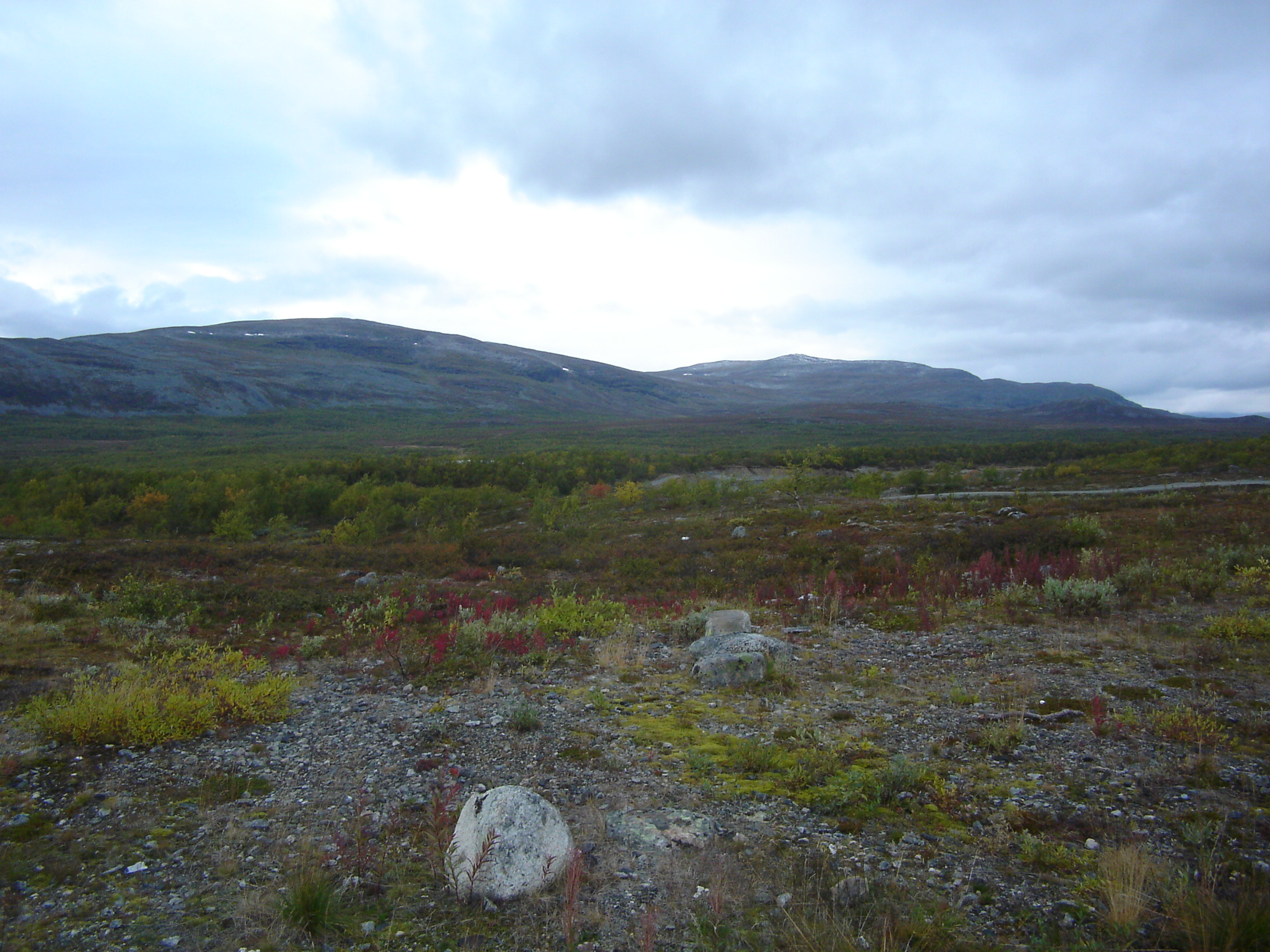
Скудная растительность в северной части общины

Ввиду северного положения, растительность общины довольно скудная. Граница распространения ели примерно совпадает с южной границей Энонтекиё, а границы сосны — только около 20 км к северу от деревни Хетта. К северу от этого произрастают только берёзы. Линия распространения леса лежит на отметке всего 600 м над уровнем моря, выше преобладает тундровая растительность. Довольно значительную часть территории общины занимают болота. Леса составляют около 19 % от общей площади Энонтекиё. Около 70 % от общей площади занимают различные природоохранные зоны, наиболее значимой из которых является часть национального парка Паллас-Юллястунтури.
Фауна общины представлена такими арктическими видами как норвежский лемминг, песец, белая сова, хрустан, тундряная куропатка и белозобый дрозд. Имеются также другие виды птиц и небольших млекопитающих.

## Население
По данным на июль 2021 года население Энонтекиё составляет 1819 человек; для сравнения, по данным на 1990 год оно насчитывало 2472 человека. Как и в большинстве других общин Лапландии, отмечается быстрое сокращение численности населения за счёт миграции в более южные районы Финляндии. Лица в возрасте до 14 лет составляют 11,9 % от населения; лица старше 65 лет — 30 %. На финском языке разговаривает 86,3%, а на саамском — 10,1%.
| 1970 | 1975 | 1980 | 1985 | 1990 | 1995 | 1998 | 2000 | 2002 | 2004 | 2006 | 2008 | 2010 | 2011 |
| ---- | ---- | ---- | ---- | ---- | ---- | ---- | ---- | ---- | ---- | ---- | ---- | ---- | ---- |
| 2336 | 2285 | 2286 | 2419 | 2472 | 2413 | 2324 | 2145 | 2073 | 1998 | 1997 | 1915 | 1870 | 1889 |

## Экономика

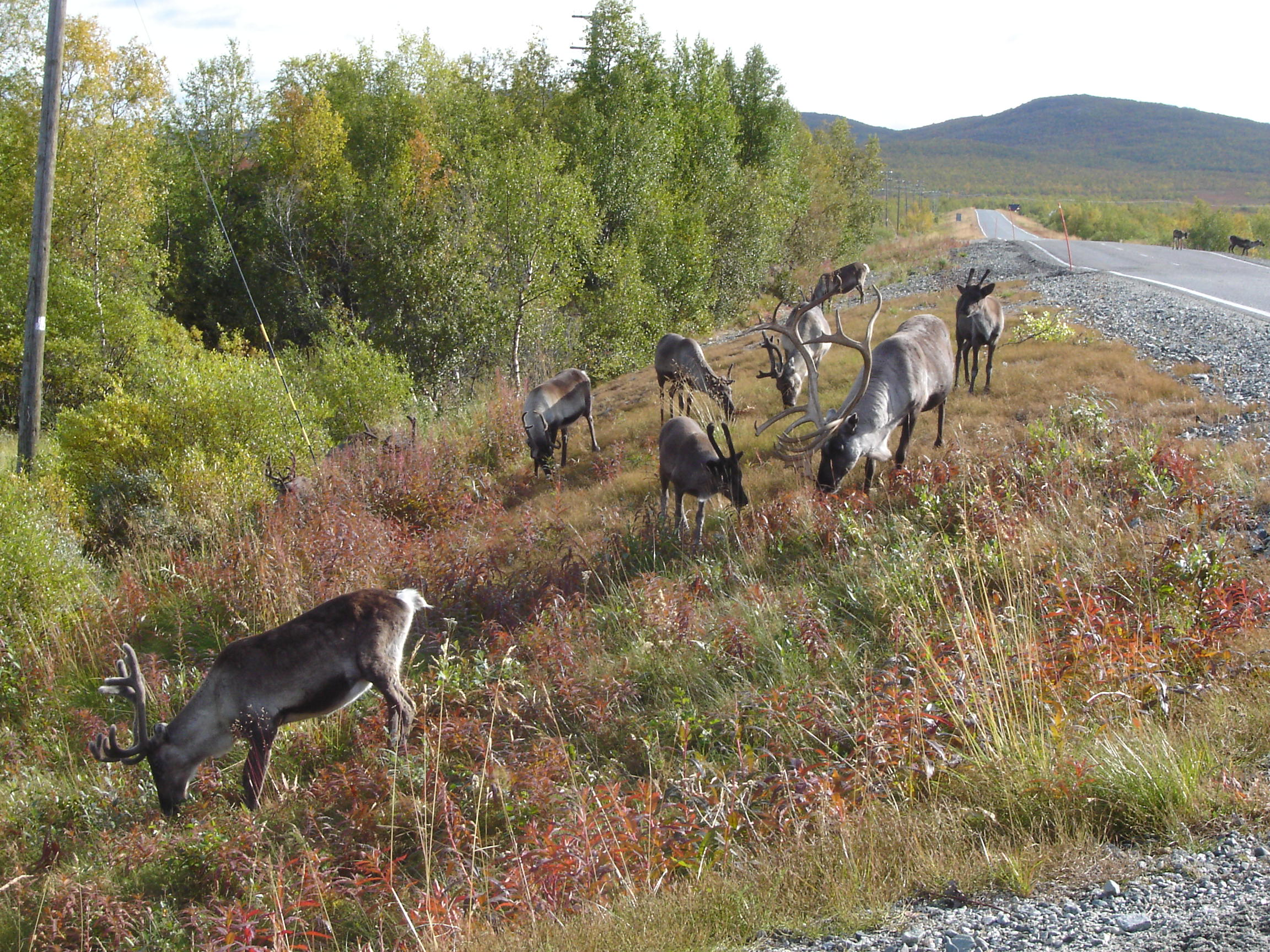
Олени к югу от Килписъярви, на маршруте Е08

76 % населения общины занято в сфере услуг. В сельском и лесном хозяйстве заняты 13 % населения, а в промышленности — только 6 %. Как и в других общинах Лапландии, серьёзной проблемой является безработица, по данным на январь 2007 года её уровень составляет 24,7 % — второй самый высокий показатель в Финляндии. В 1996 году, на пике финского экономического кризиса, уровень безработицы в Энонтекиё достигал 40 %.
Даже сегодня важную роль в экономике региона играет оленеводство. В ограниченном масштабе имеется молочное животноводство. Лесное хозяйство сильно ограничено небольшой площадью лесов и поэтому играет незначительную роль. Развит туризм. Туристов привлекает природа общины, а также возможности связанные с рыбалкой, катанием на лыжах и снегоходах, пешеходным туризмом. В общине останавливаются также туристы, отправляющиеся дальше на севере, на территорию Норвегии. Ввиду более низких цен по сравнению с норвежской стороной, в общине развита приграничная торговля. Доля приграничной торговли составляет 40 % от общего объёма розничной торговли в Энонтекиё, а в Килписъярви этот показатель достигает даже 60-70 %.

## Транспорт

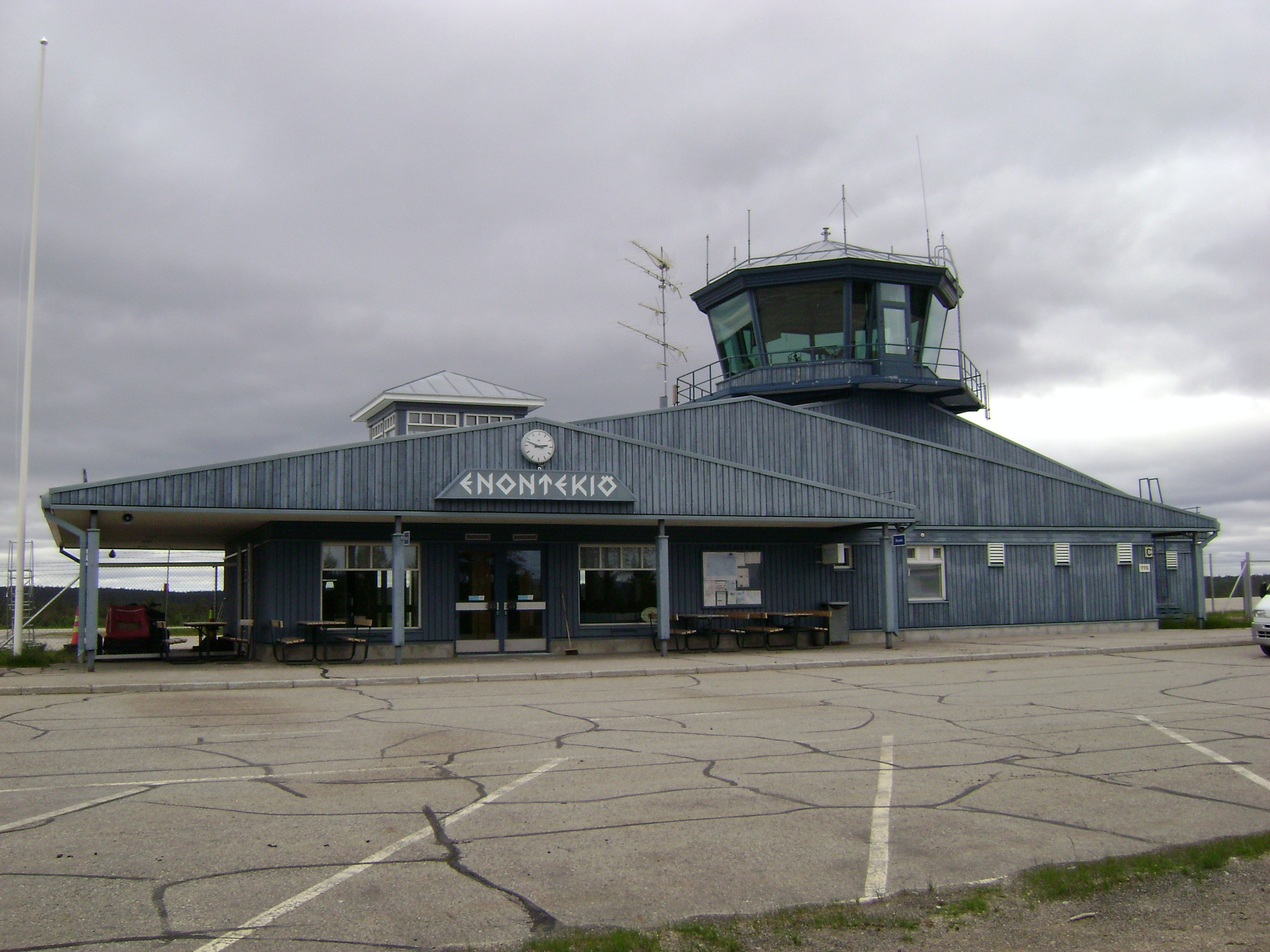
Аэропорт Энонтекиё: аэровокзал и диспетчерская вышка

Главной транспортной артерией общины является Европейский маршрут E08. Начинаясь на берегу Ботнического залива, в Торнио, этот маршрут идёт вдоль шведской границы, заканчиваясь в деревне Килписъярви. Дорога № 93 соединяется с маршрутом Е08 в Палойоэнсуу и идёт сперва в восточном направлении в сторону Хетта, а затем на север, к норвежской границе. Деревни в южной части общины соединены между собой небольшими дорогами, тогда как на севере Энонтекиё Европейский маршрут E08 является единственной дорогой. Обширная незаселённая территория между Муонионйоки и норвежской границей не имеет автомобильных дорог вообще.
Единственным аэропортом общины является Энонтекиё, расположенный в 9 км к западу от Хетты. Большую часть рейсов составляют чартеры, регулярные рейсы установлены только в весенний период. Прямые рейсы из Хельсинки в период с марта по май обеспечиваются компанией Finncomm Airlines. Пассажирооборот аэропорта составляет лишь менее 14 тыс. пассажиров в год.
Община не имеет железнодорожного сообщения. Ближайшая ж/д станция находится в 150 км к югу, в Колари.

## Достопримечательности

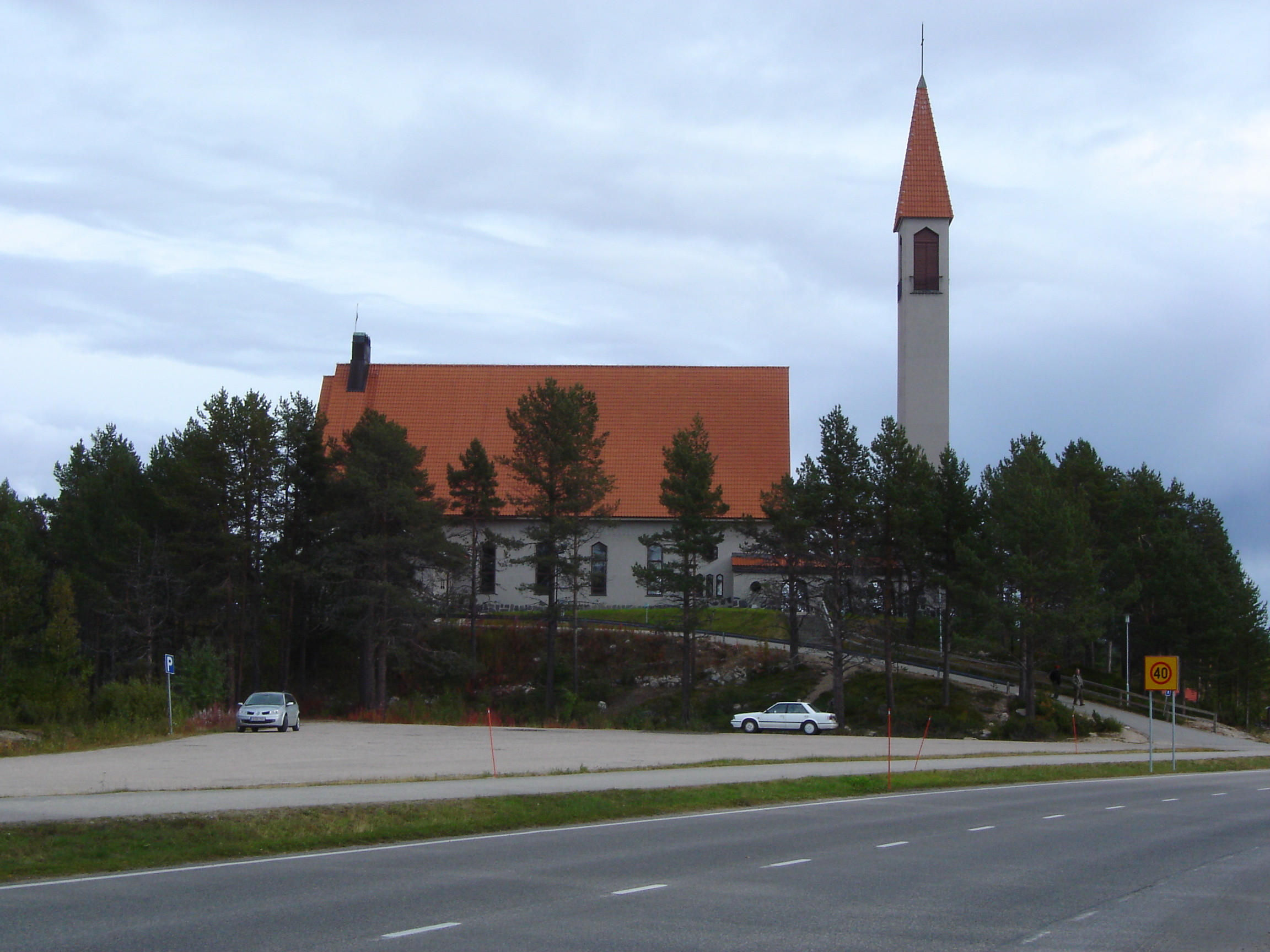
Церковь в Хетта

Из достопримечательностей общины можно отметить церковь деревни Хетта. Это современное здание из кирпича и бетона, спроектированное архитектором Вейкко Ларкасом и возведённое в 1952-52 годах. Узкая башня церкви возвышается на 30 м. Церковный орган был подарен Германией в 1958. В некоторых деревнях имеются различные старые здания. Каменный мост Ахдаскуру на норвежской границе построенный в 1943 году — единственный сохранившийся мост в Лапландии, не разрушенный в ходе Лапландской войны.
На территории общины имеется 3 музея.

## Политика

### Администрация
Как и в большинстве других сельских общин страны, Финляндский центр является наиболее значительной политической силой в Энонтекиё. На местных выборах в 2004 году эта партия получила более половины голосов. В муниципальном совете, который является высшим органом в местных вопросах, Финляндский центр занимает 13 из 21 мест. 2 другие партии — социал-демократы и Национальная коалиция имеют лишь около 10 % голосов и соответственно по 2 представителя в муниципальном совете. Местный список саами имеет трёх представителей и Христианские демократы — одного.
| Партия                | Результаты выборов 2008 | Места |
| --------------------- | ----------------------- | ----- |
| Финляндский центр     | 49,9 %                  | 10    |
| Саамы                 | 12,6 %                  | 2     |
| Социал-демократы      | 12,7 %                  | 2     |
| Национальная коалиция | 14,0 %                  | 2     |
| Зелёный союз          | 9,8 %                   | 1     |

| Партия                 | Результаты выборов 2004 | Места |
| ---------------------- | ----------------------- | ----- |
| Финляндский центр      | 55,6 %                  | 13    |
| Саамы                  | 13,5 %                  | 3     |
| Социал-демократы       | 11,4 %                  | 2     |
| Национальная коалиция  | 9,8 %                   | 2     |
| Христианские демократы | 4,2 %                   | 1     |

### Парламентские выборы
Результаты парламентских выборов 2011 года в Энонтекиё:
- Финляндский центр: 24,5 %
- Истинные финны: 22,2 %
- Национальная коалиция: 21,7 %
- Социал-Демократы: 10,3 %
- Шведская народная партия: 6,7 %
- Левый союз: 5,8 %
- Зелёный союз: 5,8 %
- Христианские демократы: 2,9 %
- Другие партии: 0,1 %

## Известные уроженцы
- Вимме Саари — саамский музыкант

## Интересные факты
- В начале 1850-х годов царь Николай I безуспешно пытался обменять Энонтекиё на южное побережье Варангер-фьорда[16], что вынудило Оскара I заключить союз с Англией и Францией.